# Paraplyerna i Cherbourg
Paraplyerna i Cherbourg (franska: Les Parapluies de Cherbourg) är en fransk-västtysk musikalfilm från 1964 i regi av Jacques Demy med musik av Michel Legrand. Huvudrollerna spelas av Catherine Deneuve och Nino Castelnuovo. All dialog i filmen sjungs fram, så kallat recitativ, varför det är sång nästan hela filmen igenom. Filmen blev tilldelad Guldpalmen vid filmfestivalen i Cannes 1964. Den var även Oscarsnominerad i kategorin bästa utländska film vid Oscarsgalan 1965.

## Handling
Fru Emery (Anne Vernon) och hennes dotter Geneviève (Catherine Deneuve) har en paraplyaffär i Cherbourg. Geneviève är kär i Guy (Nino Castelnuovo), en bilmekaniker. Han blir inkallad till inbördeskriget i Algeriet och några månader senare upptäcker Geneviève att hon är med barn. Guy hör inte av sig, och efter påtryckningar från sin mamma gifter hon sig med den förmögne juveleraren Roland Cassard (Marc Michel). 
När Guy så småningom kommer hem har Geneviève flyttat till Paris. Han blir mycket olycklig och börjar hänga i glädjekvarteren. Men han får hjälp från Madeleine (Ellen Farner), som tagit hand om hans fostermor. Så småningom lyckas han glömma Geneviève och kan öppna sin egen bensinmack. En vinterdag kommer Geneviève med sin bil till hans mack och Guy får se deras gemensamma barn, men de har inte längre någon gemensam framtid. Mötet mellan Genevieve och Guy känns både tafatt och respektfullt. Båda verkar förstå vad denna framtid innebär, trots en nästan osynlig dragning mellan dem.

## Rollista
- Catherine Deneuve - Geneviève Emery
- Nino Castelnuovo - Guy Foucher
- Anne Vernon - Madame Emery
- Marc Michel - Roland Cassard
- Ellen Farner - Madeleine
- Mireille Perrey - Tant Élise
- Jean Champion - Aubin
- Pierre Caden - Bernard
- Jean-Pierre Dorat - Jean

## Om filmen
Låten "Recit de Cassard" som är med i filmen, fick senare engelsk text, den blev en hit med sångaren Tony Bennett med titeln "Watch What Happens".
Rollfiguren Roland Cassard är lånad från filmen Lola, där han var den manliga huvudpersonen. Paraplyerna i Cherbourg utspelar sig efter Lola.
Paraplyerna i Cherbourg har visats i SVT, bland annat 2007, 2008 och i december 2021.

## Musikalisk betydelse
Till skillnad från den amerikanska musikalstilen, som bygger på "nummeropera" med separata arior/sånger och talad dialog, är Paraplyerna i Cherbourg en nästan helt genomkomponerad musikal utan separata arior, men med vissa återkommande teman och motiv. Detta gör att musiken och handlingen hamnar i två olika psykologiska skikt som båda pekar framåt. Det finns alltså, förutom indelningen i akter, inga självklara pauser, inga självklara örhängen utom något enstaka. Däremot blir huvudtemat en välbekant signal som både föder hopp, tårar och vemod. Därtill är instrumenteringen och kompositionen spännande i sin ovanliga kombination av het jazz och seren klassisk kammarmusik, utförd av bland annat elgitarrer, basklarinett och piano. Samtidigt har Paraplyerna i Cherbourg många gemensamma stildrag med välkända operor och musikaler både i val av stämlägen för rollerna, val av ödesmättade duetter och det faktum att musikalen till och med slutar med en kör, om än nästan omärklig. Legrand har på detta sätt lyckats använda både samtida och historiska stildrag i sin musikal.
Den musikal som strukturellt ligger närmast Paraplyerna i Cherbourg är förmodligen Rent av Jonathan Larson, och de operor som hamnar närmast i teoretisk stil är Debussys Pelléas och Mélisande, och Andra Wienskolans operor, samt Wagner, genom deras gemensamma idé att byta ut operaformens tydliga recitativ och arior mot en ständigt flytande dialog med kända teman.